# Lindsaea glandulifera
Lindsaea glandulifera är en ormbunkeart som beskrevs av Cornelis Rugier Willem Karel van Alderwerelt van Rosenburgh. Lindsaea glandulifera ingår i släktet Lindsaea och familjen Lindsaeaceae. Inga underarter finns listade.